# Cửu vị thần công
Cửu vị thần công (chữ Hán: 九位神攻) là tên gọi 9 khẩu thần công thời nhà Nguyễn được các nghệ nhân Huế đúc năm Gia Long thứ hai (1803). Chín khẩu thần công này được đánh giá là lớn nhất của Việt Nam, và là một trong những tác phẩm nghệ thuật bằng đồng có giá trị cao. Cửu vị thần công xưa được đặt dưới chân Hoàng Thành, trước cửa Ngọ Môn của kinh thành Huế. Đến năm 1917 đời vua Khải Định, các cỗ súng này được chuyển ra vị trí Kỳ đài như ngày nay. Năm 2012, Cửu vị thần công được công nhận là Bảo vật quốc gia của Việt Nam.

## Lịch sử
Sau khi đánh bại nhà Tây Sơn, vua Gia Long ra lệnh thu thập tất cả các binh khí và vật dụng bằng đồng để đúc thành 9 khẩu thần công để làm vật chứng cho chiến thắng vẻ vang của mình. Công việc đúc chính thức bắt đầu từ ngày 31 tháng 1 năm 1803 (năm Gia Long thứ 2 - Quý Hợi), và đặt dưới quyền giám sát của 4 người là Đô Thống chế Nguyễn Văn Khiêm (tước Khiếm Hòa hầu), Chánh quản cơ Hoàng Văn Cẩn (tước Cẩn Thận hầu), Phó quản cơ Ích Văn Hiếu (có nơi ghi tên ông là Cái Văn Hiếu) (tước Hiếu Thuận Hầu), và Tham tri Bộ Công là Phan Tấn Cẩn (tước Cẩn Tín hầu). Bốn vị chỉ huy đúc súng các chức hầu có ý nghĩa: khiếm hòa, cẩn thận, hiếu thuận, cẩn tín. Như vậy, để đúc thành công 9 khẩu súng thần công này, vua Gia Long đã rất thận trọng, tinh tuyển lựa chọn ra những con người ưu tú nhất, không chỉ vững vàng về trình độ chuyên môn mà còn hội tụ những đức tính cao đẹp (Khiêm hòa, Cẩn thận, Hiếu thuận, Cẩn tín) để có thể đặt trọn vẹn niềm tin vào họ.
Việc đúc toàn bộ 9 khẩu súng thần công hoàn thành vào cuối tháng 12 năm 1804.
Năm Gia Long thứ 15 (Bính Tý - 1816), vua Gia Long sắc phong cho tất cả chín khẩu thần công này là "Thần oai Vô địch Thượng tướng quân". Phong vị và nội dung bài sắc phong đều được khắc trực tiếp trên thân mỗi khẩu thần công. Trên thân mỗi súng đều chạm trổ tỉ mỉ, khắc danh hiệu, vị thứ, trọng lượng, cách dùng súng, bài ký về việc tranh chấp với nhà Tây Sơn, cùng việc thu đồng để đúc súng.
Triều Nguyễn cắt cử quan quân thường xuyên túc trực bên cạnh 9 khẩu thần công này để bảo vệ, và các vua thường tổ chức các lễ cúng tế Cửu vị thần công rất long trọng. Kể từ năm 1886 dưới thời vua Đồng Khánh, triều đình bãi bỏ việc cúng tế này, nhưng những lính bảo vệ vẫn thường tự mình cúng tế.

## Miêu tả

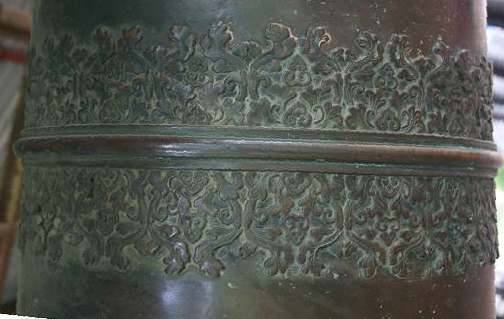
Một hoạ tiết hoa văn trên cửu vị thần công

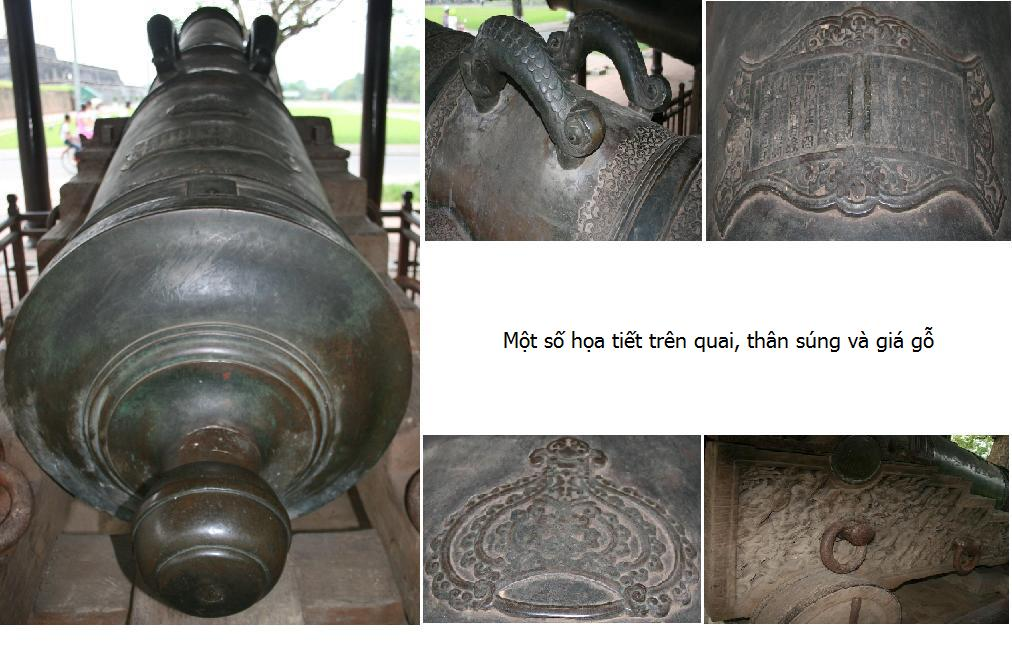
Một số hoạ tiết hoa văn trên cửu vị thần công

Các khẩu súng đều có cùng hình dáng và kiểu thức trang trí. Miệng súng hơi loe, thân thuôn dài, phình dần về phía đuôi. Giữa thân súng có 2 quai đúc nổi, cách điệu hình đầu lân. Trên thân súng có 6 gờ nổi, trong đó 2 gờ ở 2 đầu quai súng được đúc rộng bản như hai vòng đai bao quanh thân súng. Hai bên mỗi đường gờ đều trang trí những dải hoa văn hình hoa lá, được chạm nổi với đường nét mềm mại và rất tinh xảo. Phía bên phải có khắc bài chế thuốc súng và có các loại đạn.
Mỗi khẩu thần công được đặt trên một giá súng (bệ súng) làm bằng gỗ, có gắn 4 bánh xe niềng sắt để di chuyển, và có thể xoay được như pháo hiện đại. Các giá súng đều được chạm trổ cực kỳ công phu và tỉ mỉ.

### Tên gọi
Các khẩu thần công này lần lượt được đặt tên theo bốn mùa và ngũ hành theo thứ tự là Xuân - Hạ - Thu - Đông - Mộc - Hỏa - Thổ - Kim - Thủy). Tên gọi mỗi cỗ súng được khắc nổi tại vị trí núm ở cuối mỗi súng.

### Vị trí
Chín cỗ súng lúc ban đầu được đặt ở lũy ngoài Hoàng thành, nằm về phía trái của Ngọ Môn, nòng súng hướng ra ngoài thành (hướng về phía Nam). Vị trí này phía bên trong Hoàng thành là Tả Xưởng Tướng Quân (còn gọi là Pháo Xưởng).
Dưới thời vua Tự Đức cũng có đúc 9 khẩu súng thần công khác tương tự Cửu vị thần công, nhưng nhỏ hơn chút ít, và đặt ở bên phải của Ngọ Môn. Chín khẩu súng nhỏ hơn này sau đó được điều vào tham chiến ở Gia Định, Sơn Trà (Đà Nẵng), Thuận An (Huế).
Năm 1917, dưới thời vua Khải Định, toàn bộ Cửu vị thần công được chuyển ra khỏi Hoàng thành đến khu vực Kỳ đài, và giữ nguyên vị trí cho đến nay. Tại đây, các cỗ súng được xếp thành hai nhóm quay mặt vào nhau. Nhóm bên tả (trái) xếp phía sau cửa Thể Nhân gồm 4 khẩu có tên theo 4 mùa (theo thứ tự từ trong ra là Xuân, Hạ, Thu, Đông); nhóm bên hữu (phải) xếp phía sau cửa Quảng Đức gồm 5 khẩu có tên theo ngũ hành (Kim, Mộc, Thủy, Hỏa, Thổ).

### Kích thước
Mỗi khẩu thần công đều dài 5,1 m. Đường kính trong nòng là 0,22m; đường kính ngoài nòng đoạn giữa là 0,54m. Giá súng bằng gỗ dài 2,75m; cao 0,73m; bánh xe của đế súng có đường kính 0,62m.

### Khối lượng

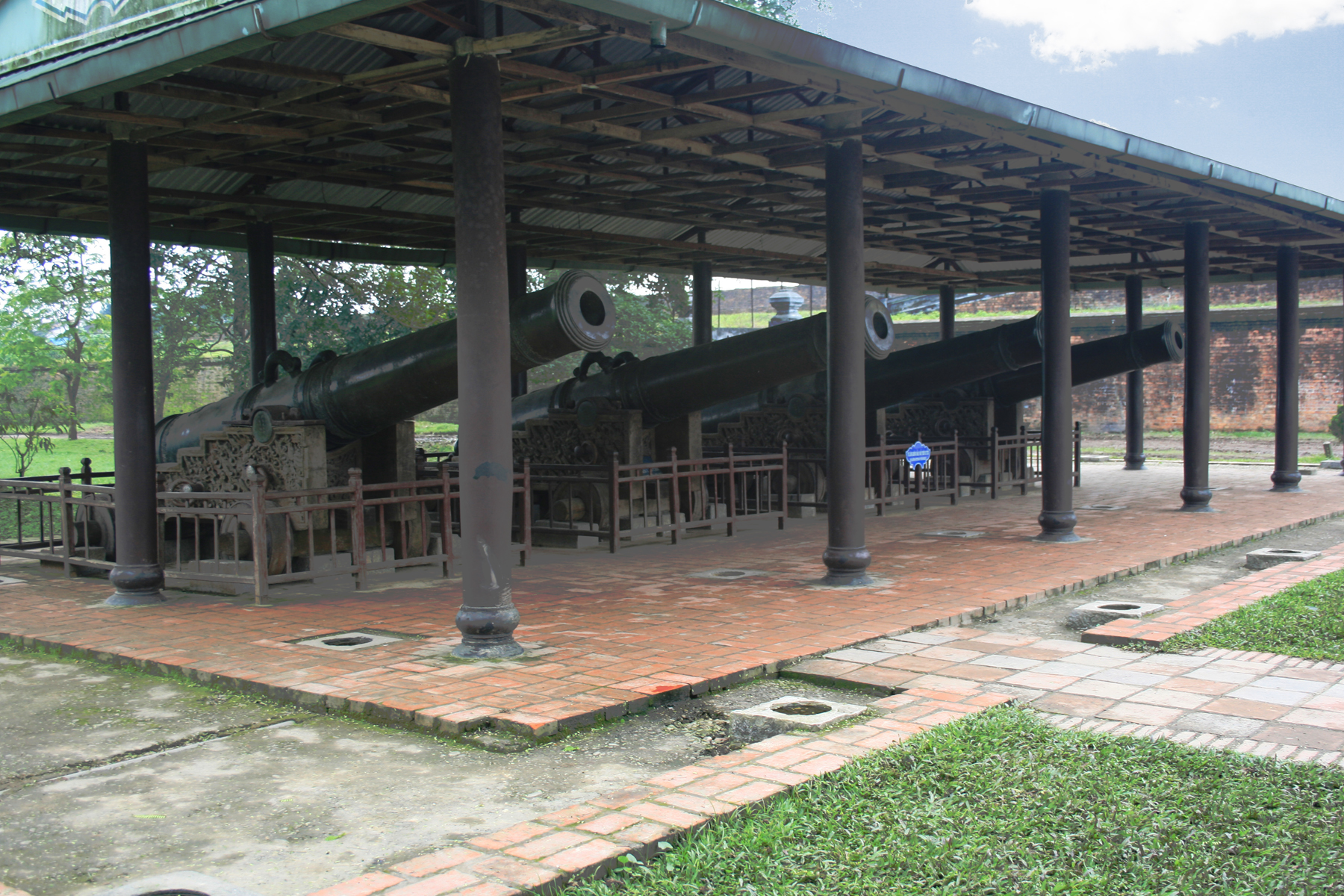
Bốn khẩu có tên Xuân, Hạ, Thu, Đông

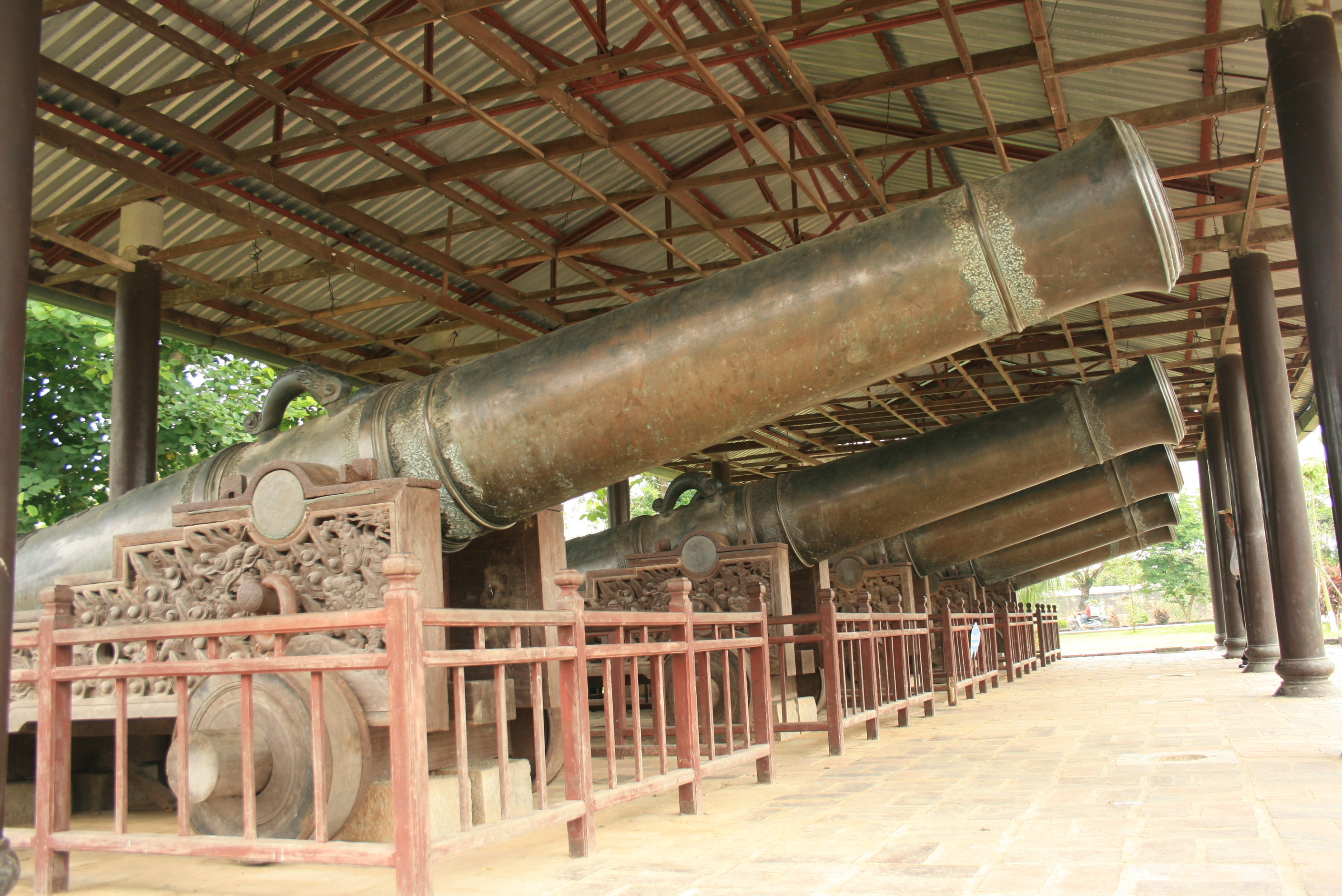
Năm khẩu trong Cửu vị thần công có tên Kim, Mộc, Thủy, Hoả, Thổ

Khối lượng "Cửu vị thần công" được tính theo cân trong Hệ đo lường cổ của Việt Nam. Khối lượng của từng cỗ súng được xác định trong khi làm, và được khắc trực tiếp trên thân súng.
Sách Đại Nam thực lục viết về bộ Cửu vị thần công này như sau: “Quý Hợi, Gia Long năm thứ 2 (1803)... đúc chín khẩu súng bằng đồng, (lấy bốn mùa và năm hành mà đặt tên, cái thứ nhất là Xuân, nặng hơn 17.700 cân, cái thứ hai là Hạ, nặng hơn 17.200 cân, cái thứ ba là Thu, nặng hơn 18.400 cân, cái thứ tư là Đông, nặng hơn 17.800 cân, cái thứ năm là Mộc, nặng hơn 17.100 cân, cái thứ sáu là Hỏa, nặng hơn 17.200 cân, cái thứ bảy là Thổ, nặng hơn 17.800 cân, cái thứ tám là Kim, nặng hơn 17.600 cân, cái thứ chín là Thủy, nặng hơn 17.200 cân). Đúc xong, làm bài minh để ghi."

### Hoa văn
Có tám dải hoa văn trang trí hình hoa lá chạy quanh thân súng. Giữa thân súng có gắn hai quai lớn chạm hình hai con lân. Ở gờ cuối cùng gần khối hậu trên thân mỗi súng có hai hàng chữ Hán; hàng trên có ba chữ "Mệnh Gia Long" (Lệnh vua Gia Long ban xuống); hàng dưới được chia thành hai phần, phần bên phải ghi danh hiệu và vị thứ của từng súng trong nhóm 9 cỗ súng (ví dụ: "Danh Thần oai Vô địch Thượng tướng quân cửu lập đệ nhất" - súng được xếp thứ nhất trong chín vị có tước là Thần oai Vô địch Thượng tướng quân), phần bên trái ghi năm tháng phong tước ("Thập ngũ niên tuế thứ Bính Tý cát nguyệt nhật" - được phong tước năm Gia Long thứ 15 (Bính Tý) vào ngày tháng tốt). Phần trên thân súng (cách quai súng khoảng 14 cm) có ghi rõ tên, chức tước của bốn người trong hội đồng đốc công chế tạo súng.

## Cách vận hành
Ở trên mỗi cỗ súng có ghi rõ cách bắn như sau: Muốn bắn phải nạp 4 lớp thuốc súng. Lớp thứ nhất gồm 30 cân thuốc súng cộng 40 cân đất; lớp thứ hai gồm 30 cân thuốc súng cộng 105 cân đất; lớp thứ ba gồm 40 cân thuốc súng cộng 120 cân đất; lớp cuối cùng 20 cân thuốc súng để bắn trái đạn. Muốn bắn mạnh hơn thì gia tăng thuốc súng cho lớp thứ tư, tối đa 30 cân, sẽ đạt mức công phá mạnh nhất.

## Vai trò
Cửu vị thần công chưa bao giờ được dùng trong trận mạc, mà chỉ dùng để bắn các phát súng lệnh ở Kinh Đô khi diễn ra các nghi lễ cung đình như Mừng Khánh Thọ vua, Lễ, Tết, hay Tế Đàn Nam Giao. Một phần lý do vì các cỗ súng này rất nặng và khó di chuyển ra chiến trường, một phần vì Kinh thành Huế khá yên bình cho đến khi bị thực dân Pháp uy hiếp tại Cửa Thuận An năm 1883, và lúc đó thì súng thần công đã lỗi thời so với pháo cận hiện đại của thực dân Pháp. Vì thế, Cửu vị thần công mang tính tượng trưng dùng để bảo vệ kinh thành như những vị thần linh.

## Giá trị
Cửu vị thần công được xem là một vị thần linh vừa là vật thiêng bảo vệ kinh thành. Chúng được xem là một tác phẩm nghệ thuật bằng đồng có giá trị cao của kinh thành Huế cùng với Vạc đồng và Cửu Đỉnh, chúng được xem là bảo vật của kinh thành Huế nói riêng và cả nước nói chung.